# Marc Thörner
Marc Thörner (* 8. Juni 1964 in Hamburg) ist ein deutscher Auslandsjournalist und Sachbuchautor. Im Jahr 2009 erhielt er den Otto-Brenner-Preis.

## Werdegang
Marc Thörner studierte bis 1985 Geschichts- und Islamwissenschaften an der Universität Hamburg. In den Jahren von 1990 bis 1992 war er als freier Journalist und im Jahr 1992 als Referent an der Katholischen Akademie in Hamburg tätig. Marc Thörner war von 1995 bis 2007 Auslandsreporter für die ARD und ist seit dem Jahr 2009 als freier Journalist mit Arbeitsschwerpunkten Maghreb, Golfstaaten, Irak, Pakistan und Afghanistan tätig. Er lebt in Hamburg und Rabat.

## Ehrungen
- 2009: Otto-Brenner-Preis für die Hörfunkreportage Wir respektieren die Kultur. Im deutsch kontrollierten Norden Afghanistans
- 2012: Nominierung für den Marler Menschenrechtspreis mit Radio-Feature „Die Hydra der Diktatoren – Gegenrevolution in Nordafrika“, ARD-Radio-Feature[2]

## Publikationen

### Sachbücher
- Irak. Von Saddam City zu Sadr City. Die irakischen Schiiten. Lamuv Verlag, Göttingen 2005, ISBN 978-3889776587.
- Der falsche Bart. Reportagen aus dem Krieg gegen den Terror. Edition Nautilus, Hamburg 2007, ISBN 978-3-89401-557-2.
- Afghanistan-Code. Eine Reportage über Krieg, Fundamentalismus und Demokratie. Edition Nautilus, Hamburg 2010, ISBN 978-3-89401-607-4.
- Die arabische Revolution und ihre Feinde. Edition Nautilus, Hamburg 2012, ISBN 978-3-89401-757-6.
- Ein sanfter Putsch. Wie Militärs Politik machen. Edition Nautilus, Hamburg 2014, ISBN 978-3-89401-792-7.
- Rechtpopulismus und Dschihad. Berichte von einer unheimlichen Allianz. Edition Nautilus, Hamburg 2021, ISBN 978-3-96054-270-4.

### Radio-Features (Auswahl)
- 1001 Macht – Tunesien und die deutsche Außenpolitik. WDR, 2004
- Wie ein Fisch im Wasser? Auf der Suche nach Osama Bin Laden. DLF/WDR, 2006
- Nebel am Hindukusch (Über die Bundeswehr in Afghanistan). DLF, 2006
- Wir respektieren die Kultur. Im deutsch kontrollierten Norden Afghanistans. DLF, 2009[3]
- Die Schachspieler von Tunis. Der Islamist, der Präsident und die Zukunft der Arabellion. DLF, 2013[4]
- Bundeswehreinsatz in Afghanistan – Halmazag oder: Krieg Made in Germany. SWR2, 2016[5][6]
- Deutschland hilft den Falschen – Aufbauhilfe in Afghanistan. DLF, 2018[7]
- Die gute Panzerfaust wird böse. Deutschland und seine Waffenlieferungen in den Nordirak. SWR2, 2018[8]
- Geheimwaffe Nation Branding. Wenn sich Staaten stylen. DLF, 2020[9]
- Collateral Fake? Wikileaks zwischen Verfolgung und Propaganda. WDR/DLF, 2022[10]